# Lingapura, Arkalgud
Lingapura là một làng thuộc tehsil Arkalgud, huyện Hassan, bang Karnataka, Ấn Độ.